# Edwin Pynchon

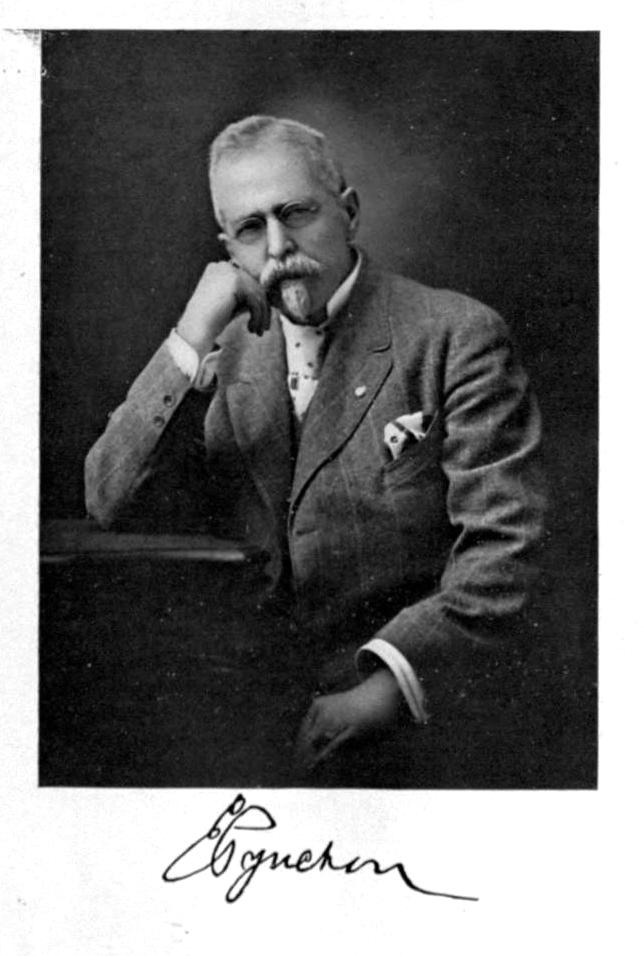
Edwin Pynchon

Edwin Pynchon (ur. 17 września 1853 w Buffalo, zm. 28 sierpnia 1914 w Chicago) – amerykański lekarz otorynolaryngolog, wynalazca instrumentów chirurgicznych, profesor rynologii, laryngologii i otologii w Chicago Eye, Ear, Nose and Throat College.
Syn Luciusa K. Pynchona i Marie Beau Pynchon, pochodził z wywodzącej się z Anglii rodziny, której pierwszym amerykańskim przedstawicielem był William Pynchon, przybyły do Ameryki w 1629 roku. Tym samym jego krewnym jest amerykański pisarz Thomas Pynchon. Edwin ukończył Eclectic Medical Institute w Cincinnati w 1873 roku i Medical College of Ohio w 1876. W 1883 roku wyjeżdżał do Europy, gdzie zwiedził kliniki w Wiedniu, Berlinie, Londynie i Paryżu. Żonaty z Berthą L. Eberman, zmarł bezdzietnie w 1914 roku z powodu mocznicy.
Autor licznych prac z dziedziny otorynolaryngologii, opatentował szereg instrumentów stosowanych w zabiegach otorynolaryngologicznych. Uważany za pioniera chirurgii migdałków.